# Gerald J. Comeau
Pour les articles homonymes, voir Comeau.
Gerald J. Comeau (né le 1er février 1946 et mort le 4 décembre 2023) est un sénateur canadien d'origine acadienne.

## Biographie
Comptable de profession, il a été élu à la Chambre des communes du Canada dans le balayage progressiste-conservateur de 1984. Il était député pour South West Nova en Nouvelle-Écosse. Comeau était député d'arrière-banc pour la durée de son mandat et fut défait dans l'élection de 1988, en partie à cause de l'impopularité de l'Accord de libre-échange canado-américain dans les provinces de l’Atlantique.
En 1990, il est nommé au Sénat sur le conseil du premier ministre Brian Mulroney. Il a siégé en tant que progressiste-conservateur jusqu'en février 2004 ; il siège pour le Parti conservateur du Canada depuis la fusion du Parti PC avec l'Alliance canadienne et il est maintenant leader adjoint du gouvernement au Sénat.
Gérald Comeau meurt le 4 décembre 2023 à l'âge de 77 ans.